# Amtsbezirk Großrosen
Der Amtsbezirk Großrosen war ein preußischer Amtsbezirk im Kreis Johannisburg (Regierungsbezirk Gumbinnen, ab 1905 Regierungsbezirk Allenstein) in der Provinz Ostpreußen, der am 8. April 1874 gegründet wurde. Der Amtsbezirk, der ursprünglich Amtsbezirk Rosinsko hieß, wurde am 7. August 1931 in Amtsbezirk Groß Rosinsko und am 15. November 1938 in Amtsbezirk Großrosen umbenannt.
Dem Amtsbezirk mit Sitz in Großrosen gehörten anfangs zehn und am Ende 13 Gemeinden an.
| Name                          | Geänderter Name 1938 bis 1945 | Polnischer Name   | Bemerkungen                                |
| ----------------------------- | ----------------------------- | ----------------- | ------------------------------------------ |
| Dybowen                       | Diebau                        | Dybowo            |                                            |
| Dybower See                   | Diebauer See                  | Jezioro Dybowskie | 1928 nach Dybowen eingemeindet             |
| Czernien                      | ab 1930: Dornberg             | Ciernie           |                                            |
| Groß Rogallen                 |                               | Rogale Wielkie    |                                            |
| Groß Rosinsko                 | Großrosen                     | Rożyńsk Wielki    |                                            |
| Gutten R, Kirchspiel Rosinsko | Reitzenstein (Ostpr.)         | Guty Rożyńskie    |                                            |
| Kibissen                      |                               | Kibisy            |                                            |
| Klein Rogallen                |                               | Rogale Małe       |                                            |
| Kurziontken (Kurzontken)      | Seeland                       | Kurzątki          |                                            |
| Marchewken                    | Bergfelde                     | Marchewki         | 1928 zur Landgemeinde Bergfelde umgeordnet |
| Skrodzken                     | Jagdhof                       | Skrodzkie         |                                            |
| Sokollen R                    | ab 1935: Rosensee             | Sokoły Jeziorne   |                                            |
| Tatzken                       |                               | Taczki            |                                            |
| Woytellen                     | Woiten                        | Wojtele           |                                            |

Im Januar 1945 gehörten folgende Orte zum Amtsbezirk: Bergfelde, Diebau, Dornberg, Groß Rogallen, Großrosen, Jagdhof, Kibissen, Klein Rogallen, Reitzenstein, Rosensee, Seeland, Tazken und Woiten.